# Lisa Gastoni
Lisa Gastoni, pseudonimo di Elisabetta Gastone (Alassio, 28 luglio 1935), è un'attrice ed ex modella italiana.

## Biografia

Gastoni con Lou Castel in Grazie zia (1968)

Di padre italiano e madre irlandese, negli anni del dopoguerra si trasferisce a Londra, dove inizia la sua carriera di fotomodella e attrice. Approda al cinema italiano negli anni sessanta, interpretando alcuni film di genere. Successivamente, dopo un breve matrimonio con un noto professore di fisica, Constatine Manos, si lega al produttore Joseph Fryd, con cui nel 1966 gira da protagonista Svegliati e uccidi di Carlo Lizzani, nel quale si fa notare nel ruolo di Candida, compagna del «solista del mitra» Luciano Lutring, interpretato da Robert Hoffmann. La pellicola ottiene un notevole successo e l'interpretazione di Lisa Gastoni viene premiata con il Nastro d'argento.
In seguito è protagonista del film-scandalo Grazie zia (1968) dell'esordiente Salvatore Samperi, nel quale è la zia di un giovane finto-paralitico, interpretato da Lou Castel, attore-feticcio (svedese) del cinema del 1968, reduce dal successo di I pugni in tasca di Marco Bellocchio. L'interpretazione della Gastoni sarà premiata con la Targa d'oro ai David di Donatello.
(Lisa Gastoni)

Gastoni ne La seduzione (1973)

Negli anni settanta è presente in poche pellicole, per una sua scelta di lavorare solo con registi di qualità. Dopo essere quindi apparsa ne La seduzione (1973) di Fernando Di Leo, nel 1974 interpreta il ruolo di Claretta Petacci in Mussolini ultimo atto di Carlo Lizzani, e Amore amaro di Florestano Vancini, ispirato all'omonimo romanzo di Carlo Bernari, per il quale vincerà il suo secondo Nastro d'argento.
Dopo aver debuttato in teatro nel 1979 con La Celestina, di Fernando de Rojas, sotto la regia di Luigi Squarzina, si è ritirata dalla scene, dedicandosi alla pittura e alla scrittura. È ritornata al cinema a metà anni duemila; di questo secondo periodo si può ricordare Cuore sacro (2005) di Ferzan Özpetek, che la valse ancora due candidature, al David di Donatello, e al Nastro d'argento.

## Filmografia

### Cinema
- Operazione commandos (They Who Dare), regia di Lewis Milestone (1954)
- Prigioniero dell'harem (You Know What Sailors Are), regia di Ken Annakin (1954)
- The Runaway Bus, regia di Val Guest (1954)
- Quattro in medicina (Doctor in the House), regia di Ralph Thomas (1954)
- Trafficanti d'oro (Beautiful Stranger), regia di David Miller (1954)
- Il grido del sangue (Dance Little Lady), regia di Val Guest (1954)
- Josephine and Men, regia di Roy Boulting (1955)
- L'uomo del momento (Man of the Moment), regia di John Paddy Carstairs (1955)
- The Baby and the Battleship, regia di Jay Lewis (1956)
- Tre uomini in barca (Three Men in a Boat), regia di Ken Annakin (1956)
- Second Fiddle, regia di Maurice Elvey (1957)
- Face in the Night, regia di Lance Confort (1957)
- The Truth About Women, regia di Muriel Box (1957)
- Man from Tangier, regia di Lance Confort (1957)
- Blue Murder at St. Trinian's, regia di Frank Launder (1957)
- Assassinio X (Rx for Murder), regia di Derek Twist (1958)
- The Strange Awakening, regia di Montgomery Tully (1958)
- Decisione di uccidere (Intent to Kill), regia di Jack Cardiff (1958)
- Chain of Events, regia di Gerald Thomas (1958)
- Wrong Number, regia di Vernon Sewell (1959)
- Passaporto per Canton (Visa to Canton), regia di Michael Carreras (1960)
- The Breaking Point, regia di Lance Confort (1961)
- Le avventure di Mary Read, regia di Umberto Lenzi (1961)
- Tharus figlio di Attila, regia di Roberto Bianchi Montero (1962)
- Duello nella Sila, regia di Umberto Lenzi (1962)
- Diciottenni al sole, regia di Camillo Mastrocinque (1962)
- Eva, regia di Joseph Losey (1962)
- I quattro moschettieri, regia di Carlo Ludovico Bragaglia (1963)
- Il pollo ruspante, episodio di Ro.Go.Pa.G., regia di Ugo Gregoretti (1963)
- Il monaco di Monza, regia di Sergio Corbucci (1963)
- Bikini pericolosi (Le Roi du village), regia di Henri Gruel (1963)
- Gidget a Roma (Gidget Goes to Rome), regia di Paul Wendkos (1963)
- Lo sport, episodio de I maniaci, regia di Lucio Fulci (1964)
- L'ultimo gladiatore, regia di Umberto Lenzi (1964)
- Le sette vipere (Il marito latino), regia di Renato Polselli (1964)
- Crimine a due, regia di Romano Ferrara (1964)
- Gli invincibili tre, regia di Gianfranco Parolini (1964)
- I tre centurioni, regia di Roberto Mauri (1964)
- Il vendicatore mascherato, regia di Pino Mercanti (1964)
- La violenza e l'amore, regia di Adimaro Sala (1965)
- Le notti della violenza, regia di Roberto Mauri (1965)
- L'uomo che ride, regia di Sergio Corbucci (1966)
- Svegliati e uccidi, regia di Carlo Lizzani (1966)
- I criminali della galassia, regia di Antonio Margheriti (1966)
- I diafanoidi vengono da Marte, regia di Antonio Margheriti (1966)
- I sette fratelli Cervi, regia di Gianni Puccini (1968)
- Grazie zia, regia di Salvatore Samperi (1968)
- La pecora nera, regia di Luciano Salce (1968)
- L'amica, regia di Alberto Lattuada (1969)
- L'invasione (L'invasion), regia di Yves Allégret (1970)
- Maddalena, regia di Jerzy Kawalerowicz (1971)
- La seduzione, regia di Fernando Di Leo (1973)
- Mussolini ultimo atto, regia di Carlo Lizzani (1974)
- Amore amaro, regia di Florestano Vancini (1974)
- Labbra di lurido blu, regia di Giulio Petroni (1975)
- Scandalo, regia di Salvatore Samperi (1976)
- L'immoralità, regia di Massimo Pirri (1978)
- Cuore sacro, regia di Ferzan Özpetek (2005)
- Tutte le donne della mia vita, regia di Simona Izzo (2007)
- Cocapop, regia di Pasquale Pozzessere (2010)
- Un giro di valzer, regia di Stefano Garrone (2014)
- La voce della pietra (Voice from the Stone), regia di Eric D. Howell (2017)

### Televisione
- The New Adventures of Martin Kane - serie TV, 2 episodi (1957)
- Assignment Foreign Legion – serie TV, episodio 1x16 (1957)
- Sailor of Fortune - serie TV, 1 episodio (1957)
- O.S.S. - serie TV, 1 episodio (1957)
- Skyport - serie TV, 2 episodi (1959)
- The Third Man - serie TV, 1 episodio (1959)
- The Four Just Men - serie TV, 20 episodi (1959-1960)
- The Odd Man - serie TV, 5 episodi (1960)
- BBC Sunday-Night Play - miniserie TV, 1 episodio (1961)
- Danger Man - serie TV, 2 episodi (1960-1961)
- One Step Beyond - serie TV, 1 episodio (1961)
- International Detective - serie TV, 2 episodi (1960-1961)
- The Cheaters - serie TV, 1 episodio (1962)
- La provinciale - film TV (2006)
- Maria Montessori - Una vita per i bambini - film TV (2007)
- Dove la trovi una come me? - film TV (2011)
- Sposami - serie TV, 6 episodi (2012)
- L'onore e il rispetto - Ultimo capitolo, regia di Luigi Parisi e Alessio Inturri (2017)

## Teatro
- La celestina, regia di Luigi Squarzina (1979)
- Le quattro sorelle, regia di Enrico Maria Lamanna (2010)

## Riconoscimenti
- David di Donatello
  - 1968 – Targa d'Oro  per Grazie zia
  - 2005 – Candidatura alla migliore attrice non protagonista per Cuore sacro

- Nastro d'argento
  - 1967 – Migliore attrice protagonista per Svegliati e uccidi
  - 1975 – Migliore attrice protagonista per Amore amaro
  - 2006 – Candidatura alla migliore attrice non protagonista per Cuore sacro

- Globo d'oro
  - 1966 – Miglior attrice per Svegliati e uccidi

- Grolla d'oro
  - 1968 – Miglior attrice per Grazie zia

- Ciak d'oro
  - 2005 – Migliore attrice non protagonista per Cuore sacro[2]

## Doppiatrici italiane
- Rita Savagnone in Le avventure di Mary Read, Diciottenni al sole, L'ultimo gladiatore, Le sette vipere, L'uomo che ride
- Maria Pia Di Meo in Duello nella Sila, I quattro moschettieri
- Mirella Pace in I criminali della galassia, I diafanoidi vengono da Marte
- Flaminia Jandolo in Tre uomini in barca
- Luisella Visconti in Tharus figlio di Attila
- Gabriella Genta in Il vendicatore mascherato
- Benita Martini in La violenza e l'amore

## Opere letterarie
- La madre di Taron, Roma, Il Ventaglio, 1995.[3]
- Il dono, Firenze, Lorenzo de' Medici Press, 2017.